# Turistas (filme)
Turistas é um filme de terror estadunidense produzido em 2006, realizado por John Stockwell. O filme estreou nos Estados Unidos e no Canadá em 1 de dezembro de 2006 e no Brasil em 16 de fevereiro de 2007.
Os protagonistas são Josh Duhamel, Melissa George, Olivia Wilde, Desmond Askew, Beau Garrett e Max Brown que interpretam turistas que visitam o Brasil sendo roubados e sequestrados por uma gangue para extração de órgãos. A atriz portuguesa Olga Diegues participa também no filme, interpretando o papel de uma turista sueca. Foi o primeiro filme americano a ser filmado totalmente no Brasil.

## Enredo
Três jovens turistas americanos, Alex, sua irmã Bea e sua amiga Amy, estão visitando o Brasil. Eles decidem ir de ônibus e visitar partes do país em vez de voar diretamente para as praias do nordeste brasileiro que desejam visitar. Depois que o ônibus onde estavam sofrer um acidente, deixando todos os passageiros perdidos pela estrada, eles se juntam a dois ingleses, Finn e Liam, e uma australiana Pru, que é fluente em português. O grupo encontra um bar de cabanas onde vários outros turistas e moradores locais estão festejando. Depois de passar o dia na praia, são lhes servidas bebidas drogadas e eles desmaiam.
Na manhã seguinte, eles acordam na praia deserta, sem suas malas, dinheiro e documentos. Procurando ajuda na vila vizinha, eles entram em conflito com os habitantes locais ao ver alguns de seus pertences roubados sendo usados por eles. Oferecendo ajuda, Kiko, um local que fala inglês, se oferece para levá-los a uma casa isolada na floresta, onde podem esperar por um helicóptero. A caminho da casa, Kiko mostra ao grupo uma caverna sob uma cachoeira, mas, enquanto mergulha na água, ele sofre um grave ferimento na cabeça. No caminho para a casa, encontram comida, roupas e vários medicamentos prescritos, além de uma gaveta cheia de passaportes de outras pessoas. Eles conseguem tratar a ferida de Kiko e relutantemente decidem passar a noite ali.
Eles são despertados no meio da noite por um helicóptero trazendo Zamora, um médico cirurgião traficante de órgãos, acompanhado de uma assistente, e vários associados e médicos, cercados por capangas armados. A assistente de Zamora aconselha o grupo a fugir, mas os turistas estão confusos e tentam confrontar os bandidos, sendo derrotados. Após seus capangas controlarem o conflito contra os estrangeiros, Zamora segue para uma sala de operações improvisada, onde remove os órgãos de Amy, que está sedada, enquanto explica a Finn, que está amarrado, que o roubo de órgãos para transplante de brasileiros por ricos gringos faz parte de um padrão de exploração dos "recursos" brasileiros e que é hora de "retribuir". Os órgãos utilizáveis das vítimas estão sendo colhidos e enviados ao Hospital do Povo no Rio de Janeiro e usado em benefício de pessoas pobres. Depois que o fígado e os rins são removidos, Amy morre na mesa de operações.
Enquanto isso, o resto do grupo do lado de fora consegue se libertar das gaiolas em que estiveram contidos para lutar e matar um dos associados de Zamora, com a ajuda de Kiko. Enquanto Bea e Pru fogem para a selva, Alex, Kiko e Liam tentam invadir a cabana. Eles resgatam com sucesso Finn, mas ele leva um tiro na cabeça enquanto foge. Alex foge, enquanto Liam decide ficar para trás para lutar, apenas para ser baleado e depois levado para que seus órgãos sejam recuperados. Bea e Pru estão separados na selva e Alex e Kiko encontram Bea na manhã seguinte se escondendo perto do rio. Os três vão para a caverna da cachoeira, sendo seguidos por um dos capangas de Zamora armado com um arco e flechas. Eles entram na caverna onde encontram Pru se escondendo. Mergulhando e nadando até a outra saída da caverna, eles descobrem que Zamora também está lá enquanto ele atira neles na água.
Os sobreviventes são forçados a voltar para a caverna. Eles se dividem enquanto param em bolsões de ar para respirar. Bea e o arqueiro encontram-se no mesmo ponto de respiração, mas Bea tira uma flecha do homem, apunhalando-o no pescoço e matando-o. Alex, Bea e Pru escapam da caverna apenas para encontrar Zamora na saída. Alex ataca Zamora e o acerta na cabeça repetidamente com uma pedra, mas é interrompido por um dos capangas de Zamora que está armado com um rifle. Zamora o instrui a matar os estrangeiros. Vendo o trio de sobreviventes vulnerável e assustado e Zamora em agonia, o homem hesita. Pru tenta convencer o atirador a poupá-los, apontando o mau tratamento que Zamora faz dele. Zamora chama o atirador de covarde e leva um tiro na cabeça pelo atirador que se vira e sai. Logo depois os sobreviventes finalmente saem da caverna e vagueiam pela selva até serem socorridos por moradores de uma vila próxima.
Mais tarde, Alex, Bea e Pru estão numa fila de um pequeno aeroporto para, enfim, embarcar em um avião rumo ao Nordeste em silêncio, enquanto outros turistas atrás deles discutem sobre ir de ônibus. Alex se vira para eles e os aconselha a pegar o avião; um dos turistas agradece e todos embarcam.

## Elenco
- Josh Duhamel como Alex
- Melissa George como Pru
- Olivia Wilde como Bea
- Beau Garrett como Amy
- Agles Steib como Kiko
- Desmond Askew como Finn
- Max Brown como Liam
- Miguel Lunardi como Zamora
- Gustav Roth como Svend
- Olga Diegues como Annika
- Lucy Ramos como Arolea
- Andréa Leal como Camila
- Jorge Só como o motorista do ônibus
- Cristiani Aparecida como a bela nativa
- Julia Dykstra como a assistente de Zamora
- Diego Santiago como Jacaré
- Marcão como Ranan
- Miguelito Acosta como Jamoru

## Produção

### Concepção
O roteiro de Turistas foi escrito por Michael Arlen Ross. O diretor John Stockwell, que havia dirigido anteriormente A Onda dos Sonhos (2002) e Into the Blue (2005), foi inspirado a dirigir o filme após ler o roteiro depois de voltar do Peru: "Fui roubado por um grupo de menores que aparentava terem cerca de treze anos de idade, corri atrás deles e acabei levando um tiro. Fui até a polícia e eles basicamente me disseram: 'Se você nos der trezentos dólares, vamos deixar você matar essas crianças'. E pensei, se esse tipo de coisa é possível... Voltei para casa e li o roteiro, me identificando muito com ele". Sobre a violência retratada no roteiro, Stockwell acrescentou: "Eu não estava realmente participando de uma corrida para ver quem pode fazer as pessoas se contorcerem. Eu estava realmente interessado em levar as pessoas para um mundo e uma situação em que eles poderiam, talvez, ver a si mesmos, também pensando em como eles reagiriam. Também, honestamente, apenas explora os medos americanos de viajar para o exterior. Como somos percebidos hoje fora de nossas fronteiras".

### Escolha de elenco
Olivia Wilde foi escalada para o papel de Bea após uma audição, enquanto Beau Garrett foi oferecida em uma audição pelo diretor Stockwell, com quem havia trabalhado no passado.

### Filmagens
Turistas foi o primeiro filme americano a ser rodado exclusivamente em locações no Brasil. As filmagens ocorreram na Chapada Diamantina, no interior do estado brasileiro da Bahia, e no Litoral Norte do estado de São Paulo. As filmagens foram descritas como "discretas", com muitos moradores das locações sendo contratados como figurantes e para trabalhar nos bastidores. As sequências subaquáticas nas cenas da caverna foram filmadas em grande parte sem acrobacias e, de acordo com Stockwell, um dos takes obrigou Josh Duhamel a nadar 100 metros para escapar por um buraco. Olivia Wilde lembrou-se de perder a consciência enquanto filmava nas cavernas depois de usar oxigênio no bolso do ar muito rapidamente: "Comecei a ficar agitada e me esqueci do sinal de emergência. Como minha personagem deveria estar se agitando na cena, os produtores me viram e apenas gritaram: 'Ótimo, Olivia, ótimo!'".
Stockwell rodou o filme sem cabelos e maquiadores presentes, e sem trailers para abrigar os atores. Melissa George descreveu a experiência de filmar como completamente livre de "confortos": "Não tínhamos reboques, sapatos, roupas ou maquiadores. Ele [Stockwell] fez de tudo para parecer que a produção fosse próxima de um filme Dogme". Para sua sequência de evisceração no filme, a atriz Beau Garrett teve que fazer um ensaio preparatório; a cena em si levou mais de doze horas para ser filmada, durante as quais Garrett permaneceu na mesa de operações, incapaz de se mover. "Mijei em uma panela e comi comida em um torso", afirmou. "Foi super estranho."

## Lançamento
Em junho de 2006, foi relatado que a então nova subsidiária da 20th Century Fox, a Fox Atomic, havia comprado os direitos de distribuição de Turistas para a América do Norte, tornando-se o primeiro filme a ser lançado pela empresa. O filme foi lançado nos Estados Unidos em 1 de dezembro de 2006. No Reino Unido e na Irlanda, o filme foi lançado sob o título "Paradise Lost".[carece de fontes?]

### Bilheteria
O filme estreou na bilheteria dos Estados Unidos na oitava posição em 1º de dezembro de 2006, faturando US$ 3,5 milhões durante seu fim de semana de estreia em 1.570 salas de cinema. O filme arrecadou US$ 1,9 milhões adicionais na semana seguinte, sendo exibido em 1.572 salas. No entanto, até 15 de dezembro, o número de salas a quais o filme estava em cartaz reduziu para 375. Turistas terminou sua corrida teatral em 25 de janeiro de 2007 ganhando um total bruto doméstico de US$ 7.027.762 e US$ 7.663.225 em outros países, perfazendo um total global bruto de US$ 14.697.742.

### Reposta crítica
Turistas possui uma taxa de aprovação de 18% no Rotten Tomatoes, com base em 106 análises de críticos com uma pontuação média de 3,85/10. O consenso diz: "Suas belas paisagens e cinematografia não conseguem salvar Turistas de sua história fraca, seu enredo obsoleto e previsível".
Ao escrever para o The New York Times, a crítica de cinema Manohla Dargis relatou que o filme era "completamente estúpido", acrescentando: "Os apologistas do entretenimento vivissecionista traçam todo tipo de lógica para justificar o espetáculo da tortura humana em vez de apenas admitir que tais espetáculos os excitam. A esse respeito, o público de horror, entusiasmado com o 'go-go gore', é muito mais honesto do que aqueles que se escondem atrás da folha de figueira da política radical".
Dennis Lim, do Los Angeles Times, escreveu: "Turistas procura explorar a mania atual da pornografia de tortura, mas não tem o sadismo implacável da franquia Saw. Mais da metade do filme é monótona, como os cordeiros (turistas gringos sem noção, jogados juntos após um acidente de ônibus) são levados lentamente para o matadouro", mas acrescentou: "De vez em quando, o filme se conecta à dura realidade do mundo real - em que, graças à guerra em curso no Iraque, os americanos são cada vez mais vistos como os agressores imperialistas".
Michael Gingold, da revista Fangoria, chamou o filme de "melhor e mais assustador do que Hostel" e o comparou aos filmes de suspense de sobrevivência, acrescentando: "Turistas fará você pensar que um cinema seguro e agradável é um lugar melhor para estar neste inverno do que um 'Paraíso Tropical'". Owen Gleiberman, da Entertainment Weekly, atribuiu ao filme uma classificação "C-", referindo-se a ele como "albergue sem emoções sádicas". Steve Barton, da Dread Central, escreveu: "Turistas pode não ser o fracasso que todos esperávamos (o que sem dúvida lhe renderá muitos elogios), mas é um filme totalmente normal. Se você está procurando noventa minutos baratos de suspense de rotina, pode muito bem ser sua xícara de chá. Se você estiver procurando por algo mais, siga o conselho do pôster e vá para casa".

## Protestos
A repercussão do filme no Brasil começou após a publicação de uma reportagem da Folha Online, que já previa a polêmica que o filme suscitaria, tendo em vista a série de clichês e estereótipos sobre o país e os brasileiros que o filme faz questão de dramatizar e exacerbar até ao limite.
Turistas foi boicotado por alguns cidadãos no Brasil por conta da imagem negativa que o filme mostrava sobre país. O ator americano Duhamel pediu desculpas ao governo brasileiro e ao povo brasileiro durante uma aparição no The Tonight Show with Jay Leno; ele disse que não era intenção do filme impedir os turistas de visitar o Brasil. A atriz Beau Garrett também comentou sobre a controvérsia, dizendo: "Este filme não trata de assustar as pessoas para não viajar ou conhecer lugares como o Brasil. O Brasil é um país incrível e abraçou a nossa produção; eu nunca me senti tão bem recebida em nenhum outro lugar".
A Embratur, agência de turismo do governo brasileiro, emitiu uma declaração agradecendo pela má recepção crítica do filme na América do Norte. A agência afirmou que não achava que Turistas prejudicaria a imagem do Brasil, pois os espectadores saberiam diferenciar a realidade da ficção. Após seu lançamento teatral, o diretor Stockwell comentou sobre o assunto em uma entrevista: "Sinto um pouco que os brasileiros, principalmente os que não assistiram ao filme, talvez tenham assistido o trailer, ficaram muito chateados com o que viram ao perceberem sobre como o Brasil seria representado no filme, mas vocês já viram Cidade de Deus? Não foi o retrato mais lisonjeiro também, mas fez sucesso".